# Saïdou Sanfo
Saïdou Sanfo (* 17. Juni 1970) ist ein ehemaliger burkinischer Radrennfahrer.
Saïdou Sanfo wurde 2001 zweimal Etappendritter bei der Tour du Faso. In den Jahren 2003 und 2004 schaffte er es bei der Tour du Faso erneut dreimal auf das Podium. Außerdem belegte er im Straßenrennen der nationalen Meisterschaft den zweiten Platz. 2005 und 2006 wurde Sanfo mehrfach Etappenzweiter und -dritter bei der Boucle du Coton. In der Saison 2007 wurde er im Alter von 37 Jahren burkinischer Straßenmeister. Seit 2008 sind keine weiteren radsportlichen Ergebnisse von Sanfo bekannt.

## Erfolge
2007
- Burkinischer Meister – Straßenrennen